# Plantago hispidula
Plantago hispidula là một loài thực vật có hoa trong họ Mã đề. Loài này được Ruiz & Pav. miêu tả khoa học đầu tiên.